# Gnophos supurba
Gnophos supurba là một loài bướm đêm trong họ Geometridae.